# Anatolij Ławrientjew
Anatolij Iosifowicz Ławrientjew (ros. Анатолий Иосифович Лаврентьев, ur. 1904, zm. 1984) – radziecki dyplomata i polityk, wiceminister spraw zagranicznych ZSRR (1949-1951).

## Życiorys
Członek WKP(b), 1939 kierownik Wydziału Zachodnioeuropejskiego Ludowego Komisariatu Spraw Zagranicznych ZSRR, od 30 września 1939 do 14 czerwca 1940 ambasador ZSRR w Bułgarii, od 14 czerwca 1940 do 22 czerwca 1941 pełnomocny przedstawiciel/ambasador nadzwyczajny i pełnomocny ZSRR w Rumunii. Odwołany ze stanowiska po zerwaniu stosunków dyplomatycznych ZSRR z Rumunią, 1941-1943 pracował w Agencji Telegraficznej ZSRR, 1943 kierował Wydziałem I Europejskim Ludowego Komisariatu Spraw Zagranicznych ZSRR, a 1943-1944 Wydziałem Bliskowschodnim tego komisariatu. Od 8 marca 1944 do 13 marca 1946 ludowy komisarz spraw zagranicznych RFSRR, od 14 marca 1946 do 16 sierpnia 1949 ambasador nadzwyczajny i pełnomocny ZSRR w Jugosławii, od sierpnia 1949 do października 1951 zastępca ministra spraw zagranicznych ZSRR, od 26 października 1951 do 7 lipca 1952 ambasador nadzwyczajny i pełnomocny ZSRR w Czechosłowacji. Od 7 lipca 1952 do 17 lipca 1953 ambasador nadzwyczajny i pełnomocny ZSRR w Rumunii, od 17 lipca 1953 do 19 sierpnia 1956 ambasador nadzwyczajny i pełnomocny ZSRR w Iranie, następnie ekspert-konsultant Komisji ds. Publikacji Dokumentów Dyplomatycznych MSZ ZSRR.